# Bernhard Friedrich Seyr

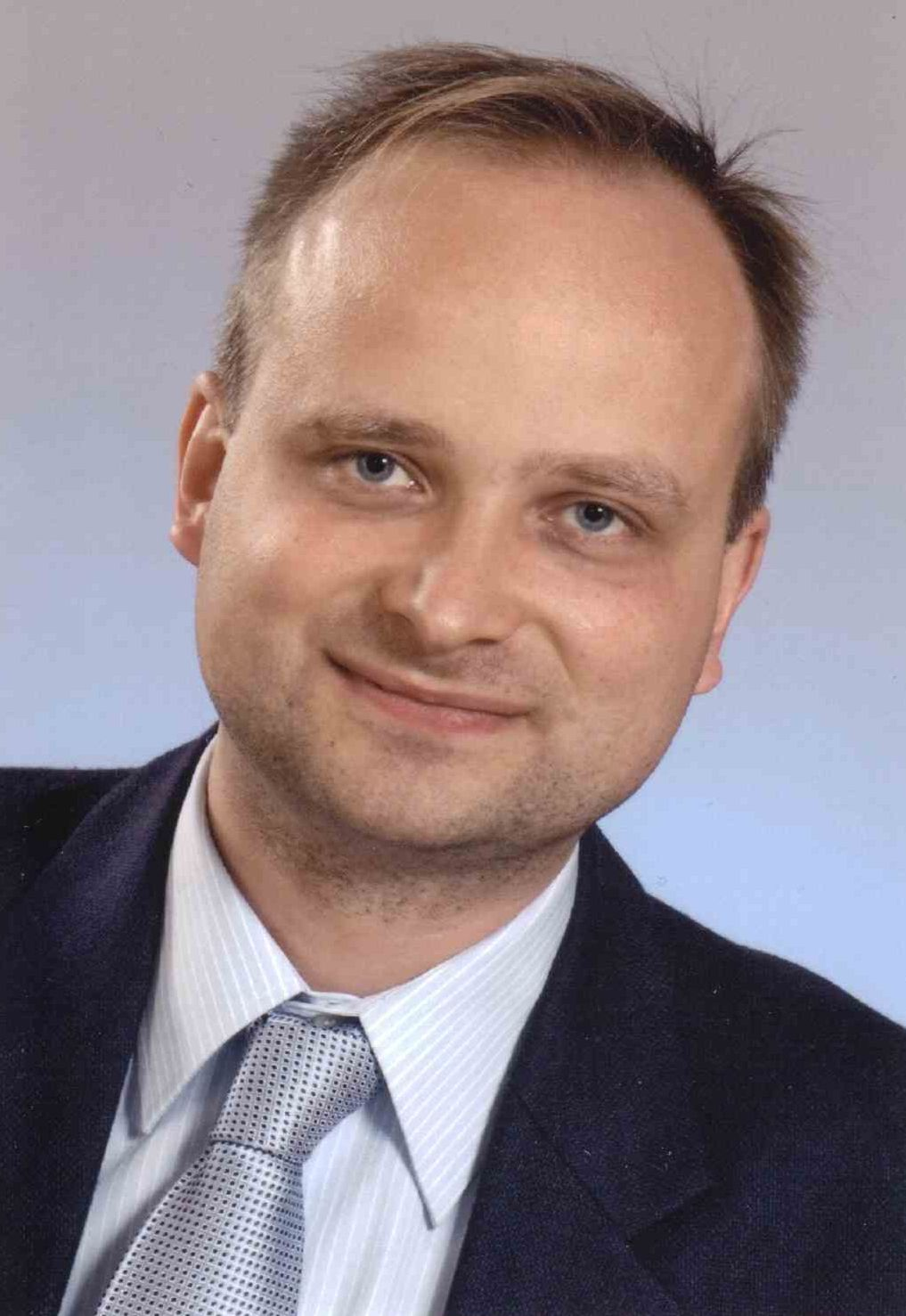
Bernhard Friedrich Seyr

Bernhard F. Seyr (* 1976 in Linz) ist ein österreichischer Bildungs-, Sozial- und Wirtschaftswissenschaftler sowie Fachautor.

## Leben
Bernhard Friedrich Seyr wuchs in Linz an der Donau und in Salzburg auf. Er absolvierte 1995 die Reifeprüfung an der Handelsakademie I in Salzburg. Anschließend studierte er Bildungs-, Sozial- und Wirtschaftswissenschaften an den Universitäten Salzburg und Linz. In seiner Studienzeit engagierte er sich in der Studentenvertretung und übte von 1999 bis 2000 das Amt des Vorsitzenden der Österreichischen Hochschülerschaft an der Universität Salzburg aus. Von 2000 bis 2002 war er Stipendiat der Österreichischen Akademie der Wissenschaften. 2002 promovierte er in Salzburg zum Dr. phil. sowie in Linz zum Dr. rer. soc. oec. Anschließend widmete er sich in seinen Fachgebieten zahlreichen Forschungsprojekten und Lehraufträgen an in- und ausländischen Hochschulen. 2004 wurde er zum allgemein beeideten und gerichtlich zertifizierten Sachverständigen am Landesgericht Salzburg ernannt. 2010 habilitierte er sich an der staatlichen Westungarischen Universität Sopron in den Wirtschafts- und Organisationswissenschaften, an der ihm der akademische Grad Dr. habil. verliehen wurde und an der er seither lehrt und forscht. 2011 ehrte ihn seine Universität durch eine Titularprofessur. Im Jahr 2023 wurde ihm der Ehrendoktorgrad (Dr. h. c.) der Nyangani Virtual University vom Harare Institute of Technology in Simbabwe gewährt.
Neben seiner wissenschaftlichen Tätigkeit ist Seyr als Geschäftsführer des Instituts für Personalwirtschaft und Berufspädagogik in Salzburg sowie als Wirtschaftspädagoge tätig. Seit 2020 ist Bernhard F. Seyr Generaldirektor der Europäischen Gesellschaft für Wissensökonomie (European Association for Knowledge Economy – EURECO).
Er ist verheiratet, hat zwei Kinder und lebt in Salzburg.

## Wissenschaftliches Werk
Bernhard F. Seyr widmet sich vornehmlich interdisziplinären Forschungsfeldern im Spannungsfeld zwischen Ökonomie, Betriebswirtschaft, Bildungs- und Sozialwissenschaften. Seine Forschungsschwerpunkte sind im Rahmen dessen Governance, Wissensmanagement, Personalwesen und Systemtheorie.

Er gilt als scharfer Kritiker der vorherrschenden quantitativen Orientierung bei der Messung der Leistungsfähigkeit von Bildungssystemen und Bildungseinrichtungen, da eine zu starke Output-Orientierung (z. B. an Absolventenzahlen oder Akademikerquoten) seiner Ansicht nach zu einem Qualitätsverlust und zu einer Entwertung der Bildungsabschlüsse führt.
Für das Studienjahr 2001/02 stellte er die erste Wissensbilanz im österreichischen FH-Sektor auf, die auch besonders auf qualitative Faktoren eingeht. Seyr ist Erfinder des 4-Quadranten-Portfolios (4QP) zur systemischen und multidimensionalen Evaluation von Personalentwicklungsmaßnahmen aus personaler, interpersonaler, apersonaler und pädagogischer Sicht. Außerdem ist er Autor eines Lexikons über Governance und Systemtheorie. Darüber hinaus beschäftigt er sich mit der Anwendung der Portfoliotechnik im strategischen Wissensmanagement. Seyr ist Begründer und Herausgeber der seit 2020 erscheinenden Schriftenreihe Innovatives Wissensmanagement [ISSN 2699-6324].

## Publikationen (Auswahl)
- Governance im Hochschulwesen: Bildungspolitik des postsekundären Sektors in Europa – Prüfungsanerkennung an österreichischen Universitäten. Wien, Graz: Neuer Wissenschaftlicher Verlag, 2002. (Edition T.I.G.R.A. – Band 3) ISBN 3-7083-0061-0
- Wissensbilanz des Studiengangs Informationswirtschaft und -management (IWM) der FH Salzburg für das Studienjahr 2001/02 vom 1. Juni 2003.
- Handbuch der europäischen Berufsbildungspolitik. Einschließlich Evaluationsstudie über europäische Bildungsprogramme in Österreich. Frankfurt a. M. et al.: Peter Lang, 2005. ISBN 3-631-54327-1
- Integratives Management und Wissensbilanzierung in der Hochschulforschung. Einführung und Umsetzung von Universitätsreformen im deutschsprachigen Raum. Frankfurt a. M. et al.: Peter Lang, 2006. ISBN 3-631-55840-6
- Governance im tertiären Bildungssektor – Gefahren der quantitativen Orientierung. In: Governance und Wissensmanagement als wirtschaftliche Produktivitätsreserven. In: Alfred Kyrer / Bernhard F. Seyr (Hrsg.); Frankfurt a. M. et al.: Peter Lang, 2007, S. 31–46. ISBN 978-3-631-56878-1
- 4QP: Das Vier-Quadranten-Portfolio als neues Cockpitsystem für die Personalentwicklung. In: PersonalEntwickeln, Köln, 158. Erg.-Lfg., März 2012, Kapitel 5.84. ISBN 978-3-87156-116-0
- Governance von A bis Z. Sozialwissenschaftliches Glossar mit den Schwerpunkten Governance- und Systemtheorie. Frankfurt a. M. et al.: Peter Lang, 2013. ISBN 978-3-631-60693-3
- Innovatives Wissensmanagement. Schriftenreihe im Peter Lang Verlag, ab 2020. ISSN 2699-6324